# Portilasjön
Portilasjön är en sjö i Grums kommun i Värmland och ingår i Göta älvs huvudavrinningsområde. Sjön är 5,6 meter djup, har en yta på 0,599 kvadratkilometer och befinner sig 68 meter över havet. Sjön avvattnas av vattendraget Portilaån.

## Delavrinningsområde
Portilasjön ingår i det delavrinningsområde (658345-134670) som SMHI kallar för Mynnar i Vänern. Medelhöjden är 90 meter över havet och ytan är 25,42 kvadratkilometer. Det finns inga avrinningsområden uppströms utan avrinningsområdet är högsta punkten. Portilaån som avvattnar avrinningsområdet har biflödesordning 3, vilket innebär att vattnet flödar genom totalt 3 vattendrag innan det når havet efter 255 kilometer. Avrinningsområdet består mestadels av skog (48 procent), öppen mark (12 procent) och jordbruk (23 procent). Avrinningsområdet har 0,55 kvadratkilometer vattenytor vilket ger det en sjöprocent på 2,2 procent. Bebyggelsen i området täcker en yta av 2,92 kvadratkilometer eller 11 procent av avrinningsområdet.